# Rokiciny (Czarna Dąbrówka)
Rokiciny (deutsch Neurakitt, kaschubisch Roczicënë) ist ein Dorf in der polnischen Woiwodschaft Pommern und gehört zur Gemeinde Czarna Dąbrówka (Schwarz Damerkow) im Powiat Bytowski (Bütower Kreis).

## Geographische Lage
Das Dorf liegt in Hinterpommern,  etwa 46 Kilometer ostsüdöstlich der Stadt Slupsk (Stolp) und 27 Kilometer nordöstlich der Stadt Bytów (Bütow).
Die östliche Ortsgrenze war bis 1939 die deutsch-polnische Staatsgrenze („Polnischer Korridor“).

## Geschichte
Neurakitt ist erst nach 1905 entstanden, als die bisher zu Groß Rakitt gehörenden Ortsteile Neuhof, Hermannshof (Niklice), Johannishof (Sobolewo) und Wildbergshof (Rokicki Las) abgetrennt und zusammengefügt wurden. Am 7. August 1913 wurde der Gutsbezirk Groß Rackitt laut Amtsblatt in die Landgemeinde Neurackitt umgewandelt.
Es war zuletzt ein großes Bauerndorf mit 62 landwirtschaftlichen Betrieben mit einer Flächengröße von 992 Hektar. 
Die im Gemeindegebiet gelegene Glashütte war 1833 von Gutsbesitzer Rittke, der aus Neuhütte in der Nachbargemeinde Buchwalde (Mydlita) stammte, gegründet worden. Es wurden hauptsächlich Flaschen, Einmachgläser und Töpfe hergestellt, die in der Stadt Danzig Absatz fanden. Im Jahre 1868 stellte sie den Betrieb ein. Ein landwirtschaftlicher Schwerpunkt war hier die Schafzucht.
Die Gemarkung der Landgemeinde Neurakitt hatte Anfang der 1930er Jahre eine Fläche von 9,9 km². Innerhalb der Gemeindegrenzen standen insgesamt 80 bewohnte Wohnhäuser an
vier verschiedenen Wohnstätten:
1. Herrmannshof
2. Johannishof
3. Neurakitt
4. Wildbergshof

Im Jahre 1933 zählte Neurakitt 417 Einwohner, 1939 waren es 406.
Bis 1945 gehörte die Gemeinde Neurakitt zum Amts- und Standesamtsbezirk Bochowke (1938–1945 Hohenlinde) und lag in der äußersten Südostecke des  Kreises Stolp im Regierungsbezirk Köslin der preußischen Provinz Pommern des Deutschen Reichs.
Am 9. März 1945 besetzten Truppen der Roten Armee die Gemeinde Neurakitt. Nach Beendigung der Kampfhandlungen wurde die Region seitens der sowjetischen Besatzungsmacht der Volksrepublik Polen zur Verwaltung überlassen. Neurakitt wurde unter der polonisierten Ortsbezeichnung ‚Rokiciny‘ verwaltet. Einige Wochen später nahmen polnische Zivilisten den Ort in Besitz und vertrieben die dort ansässige einheimische Bevölkerung.
Der Ort ist heute Sitz eines Schulzenamtes der Gmina Czarna Dąbrówka im Powiat Bytowski der Woiwodschaft Pommern (1975 bis 1998 Woiwodschaft Słupsk). Hier leben heute 280 Einwohner.

## Schule
Die Volksschule in Neurakitt war vor 1945 dreistufig. Im Jahre 1932 unterrichteten hier zwei Lehrer in drei Klassen 95 Schulkinder. Sie wurde auch von den Kindern aus Bochow (heute polnisch: Bochowo), bereits im Kreis Lauenburg gelegen, besucht. Die Namen der letzten deutschen Lehrkräfte waren Lietzau, Janitz und Borch.

## Kirche
Vor 1945 war der überwiegende Teil der Bevölkerung von Neurakitt evangelischer Konfession. Das Dorf war bis 1909 in das Kirchspiel Mickrow (heute polnisch: Mikorowo) eingegliedert und kam danach zum neugegründeten Kirchspiel Groß Rakitt (Rokity) im Kirchenkreis Stolp-Altstadt (Słupsk Stare Miasto) in der Kirchenprovinz Pommern der Kirche der Altpreußischen Union.
Seit 1945 und der Vertreibung der einheimischen Dorfbewohner durch die polnische Administration lebt eine fast ausnahmslos katholische polnische Einwohnerschaft im Ort. Pfarrsitz ist Rokity (Groß Rakitt), das zum Dekanat Łupawa (Lupow) im Bistum Pelplin der Katholischen Kirche in Polen gehört. Für evangelische Einwohner ist das Pfarramt der Kreuzkirchengemeinde in Słupsk (Stolp) zuständig, die zur Diözese Pommern-Großpolen der Evangelisch-Augsburgischen Kirche in Polen gehört.

## Verkehr
Der Ort liegt  unweit der Woiwodschaftsstraße 211 bei Rokity (Groß Rakitt). 
Ein Bahnanschluss bestand bis 1945 über die Station Helenenhof (heute polnisch: Kostroga) an der nach dem Zweiten Weltkrieg weitgehend stillgelegten Bahnstrecke Lauenburg–Bütow (Lębork–Bytów).